# マイ・シェリー・アモール
「マイ・シェリー・アモール」(My Cherie Amour) は、アメリカ合衆国のシンガーソングライターであるスティーヴィー・ワンダーが1969年に発表した楽曲。

## 解説
ワンダーがミシガン州のランシングに通っていたころにガールフレンドについて書いた曲が原曲で、曲名を「Oh My Mercia」といった。彼らが別れた後、歌詞と曲名は「Cherie Amour」（大切な愛）に変更された。
1967年-1968年に録音されたが発表されず、リミックスされて1969年に発表された。作詞作曲はスティーヴィー・ワンダー、ヘンリー・コスビー、シルヴィア・モイ。コスビーはこの曲のプロデューサーも兼ねている。
ビートルズのアルバム、『ラバー・ソウル』収録の「ミッシェル』の影響を受けており、モータウンはこの曲があまりにポール・マッカートニーの作品と似ていると判断し、Ｂ面に収録された。だが、Ａ面の曲が1969年『ビルボード』のランキングで最高39位であったのに対し、この曲はポップ・シングルチャートとR&Bシングルチャートの両方で、最高4位を記録した。

## チャート・パフォーマンス
| チャート（1969年）                            | 最高位 |
| --------------------------------------------- | ------ |
| アメリカ合衆国ビルボード・ホット100           | 4      |
| アメリカ合衆国ビルボード・イージーリスニング  | 3      |
| アメリカ合衆国ビルボード・ホットR&Bシングルス | 4      |
| 全英シングルチャート                          | 4      |
| カナダ・RPMトップ・シングルス                 | 14     |
| カナダ・RPMアダルト・コンテンポラリ           | 14     |

## カバー・バージョン
- O. C. スミス - 1969年のアルバム『At Home』に収録。
- ジャクソン5 - 1969年のデビュー・アルバム『帰ってほしいの』に収録[4]。リードボーカルはジャーメイン・ジャクソンが務めた。
- アンディ・ウィリアムス - 1969年のRIAA認定ゴールドアルバム『Get Together with Andy Williams』に収録。
- チャールズ・マクファーソン - 1969年のアルバム『McPherson's Mood』に収録。
- スモーキー・ロビンソン&ザ・ミラクルズ - 1970年のアルバム『What Love Has...Joined Together』に収録。
- エンゲルベルト・フンパーディンク - 1970年のアルバム『We Made It Happen』に収録[5]。
- ビリー・エクスタイン - 1971年のアルバム『Feel the Warm』に収録。ベース・ラインは、アレサ・フランクリンの「"Until You Come Back to Me」や、アニタ・ベイカーの「Soul Inspiration」など他の曲で使用されている。
- クインシー・ジョーンズ - 1975年のアルバム『Mellow Madness』に収録。
- リズム・ヘリテイジ - 1976年のアルバム『Disco-Fied』に収録。
- ミーナ
- ボニーM - 1985年のアルバム『Eye Dance』に収録[6]。
- クリスティアン・カストロ - アルバム『El Camino del Alma』に、スペイン語で (Mi Querido Amor) 収録。
- エロス・ラマゾッティ - ブエナ・ビスタ・ソシアル・クラブのトリビュート・アルバム『Rhythms del Mundo Classics』に収録[7]。
- CHEMISTRY - デビュー前の「川畑・堂珍」名義で仮デビュー・シングルを、「最後の夜」とのカップリングで発売。
- ロッド・スチュワート - 2009年のカバー・アルバム『ソウルブック』に収録され、スティーヴィー本人もハーモニカで参加。
- 原田知世 - 2023年のカバー・アルバム『恋愛小説4 〜音楽飛行』に収録。